# Veterinary and Comparative Oncology
Veterinary and Comparative Oncology – międzynarodowe, recenzowane czasopismo naukowe publikujące w dziedzinie nauk weterynaryjnych.
Pismo wydawane jest przez wydawnictwo John Wiley & Sons i stanowi oficjalne czasopismo Veterinary Cancer Society, European Society of Veterinary Oncology, Japanese Veterinary Cancer Society oraz British Veterinary Oncology Study Group. Tematyką obejmuje onkologię weterynaryjną i porównawczą, publikując dane z różnych dziedzin dotyczące etiologii, diagnostyki, leczenia i zapobiegania nowotworom zwierząt domowych. Obok oryginalnych artykułów ukazują się w nim również m.in. przeglądy, komentarze, dokumentacja kliniczna, listy i abstrakty literatury fachowej.
W 2015 impact factor pisma wynosił 2,733. W 2014 zajęło 4 miejsce w rankingu ISI Journal Citation Reports w dziedzinie  weterynarii.